# Paisaje con la parábola del sembrador
Paisaje con la parábola del sembrador es un cuadro del pintor Pieter Brueghel el Viejo, realizado en 1557, que se encuentra en el Museo de Arte Timken de San Diego (California), en Estados Unidos.

## El tema
La composición recuerda una obra atribuida al pintor y realizada unos años antes, Paisaje con la caída de Ícaro, con un río que termina en un gran estuario dividiendo la pintura en dos. Este cuadro está perdido, pero existen dos copias que indican su existencia.
La pintura muestra la parábola del sembrador contada por los Evangelios, según la cual los granos arrojados por el sembrador son estériles o, por el contrario, producen una gran cantidad de fruto dependiendo de dónde se siembren. En la parte derecha del cuadro, se embarca un grupo de personajes: son los apóstoles a quienes se les ha dado la misión de ir a predicar el Evangelio.
El tema fue representado en otras ocasiones en la Historia del Arte, como por ejemplo en La parábola del sembrador, de Abel Grimmer en el Museo del Prado o La parábola del sembrador de Jacopo Bassano en el Museo Thyssen-Bornemisza.